# Dasyvalgus subglaber
Dasyvalgus subglaber är en skalbaggsart som beskrevs av Renaud Maurice Adrien Paulian 1961. Dasyvalgus subglaber ingår i släktet Dasyvalgus och familjen Cetoniidae. Inga underarter finns listade i Catalogue of Life.